# Церква святих апостолів Петра і Павла (Ряснопіль)
Церква святих апостолів Петра і Павла — занедбана церква, що знаходяться у селі Ряснопіль, Березівський район, Одеська область. Храм був заснований в період між 1806—1809 роками господарем маєтку села Ряснопіль Гнатом Ґіжицьким. На даним момент знаходиться в законсервованому стані реконструкції.

## Історія

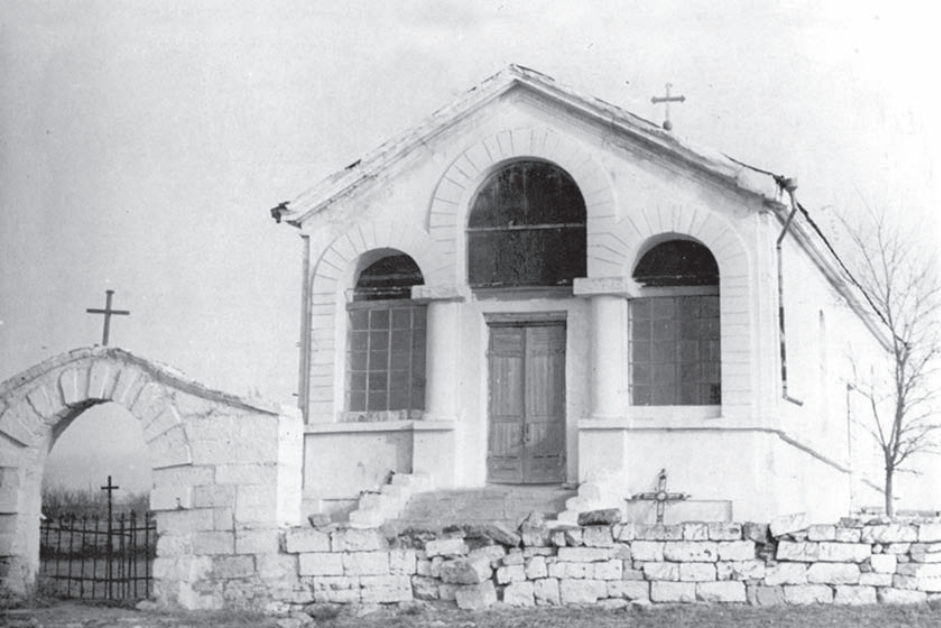
Вигляд церкви на початку 20-го століття

Наприкінці 18-го століття землі сучасного села Ряснопіль отримав польський шляхтич, генерал-майор російської армії Гнатом Ґіжицьким (1752—1816). У своєму селі він звів на пагорбі родинну садибу. У 1806 році Гнат Ґіжицький розпочав будівництво римсько-католицького костелу Святих Петра і Павла. У 1856 році будівля костелу була повністю перебудована його онуком, Іваном Олександровичем Ґіжицьким. У період між 1872 і 1878 рр. церковним старостою був обраний чоловік дочки Івана Олександровича, Любові Іванівні — Іван Іраклійович Куріс.
Із приходом Радянської влади церква була закрита, а в її будівлі було розташовано сільський клуб. У 2010-х роках місцевої громадою було розпочато відновлення церкви, однак роботи були припинені й на даний момент не проводяться.

## Сучасний стан
На даний момент будівля церкви знаходиться в занедбаному стані, ремонтні роботи припинені. Неподалік від церкви зведено сучасний греко-католицький храм святих апостолів Петра і Павла.

## Галерея

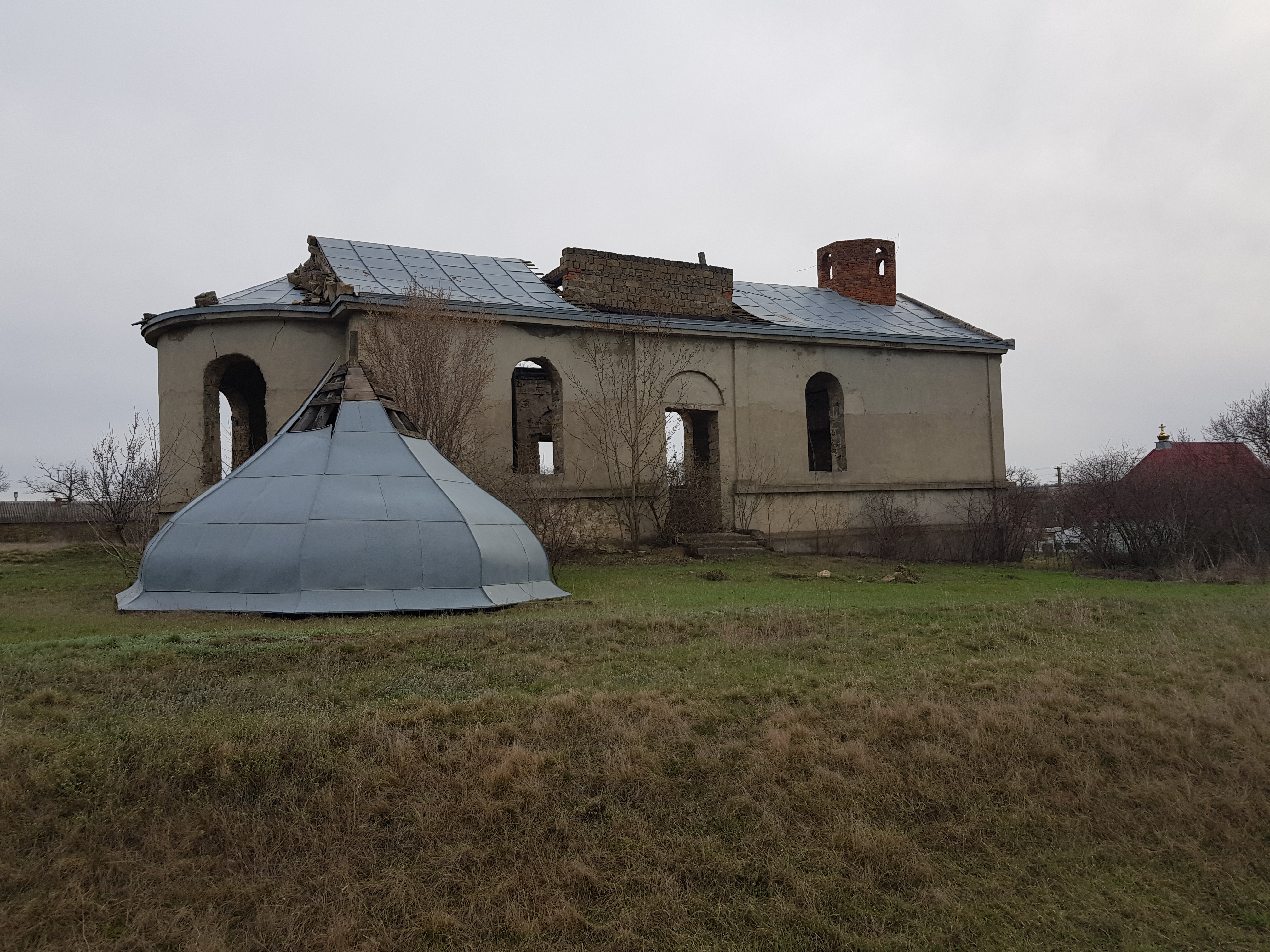
Бічний вигляд церкви із підготовленим куполом
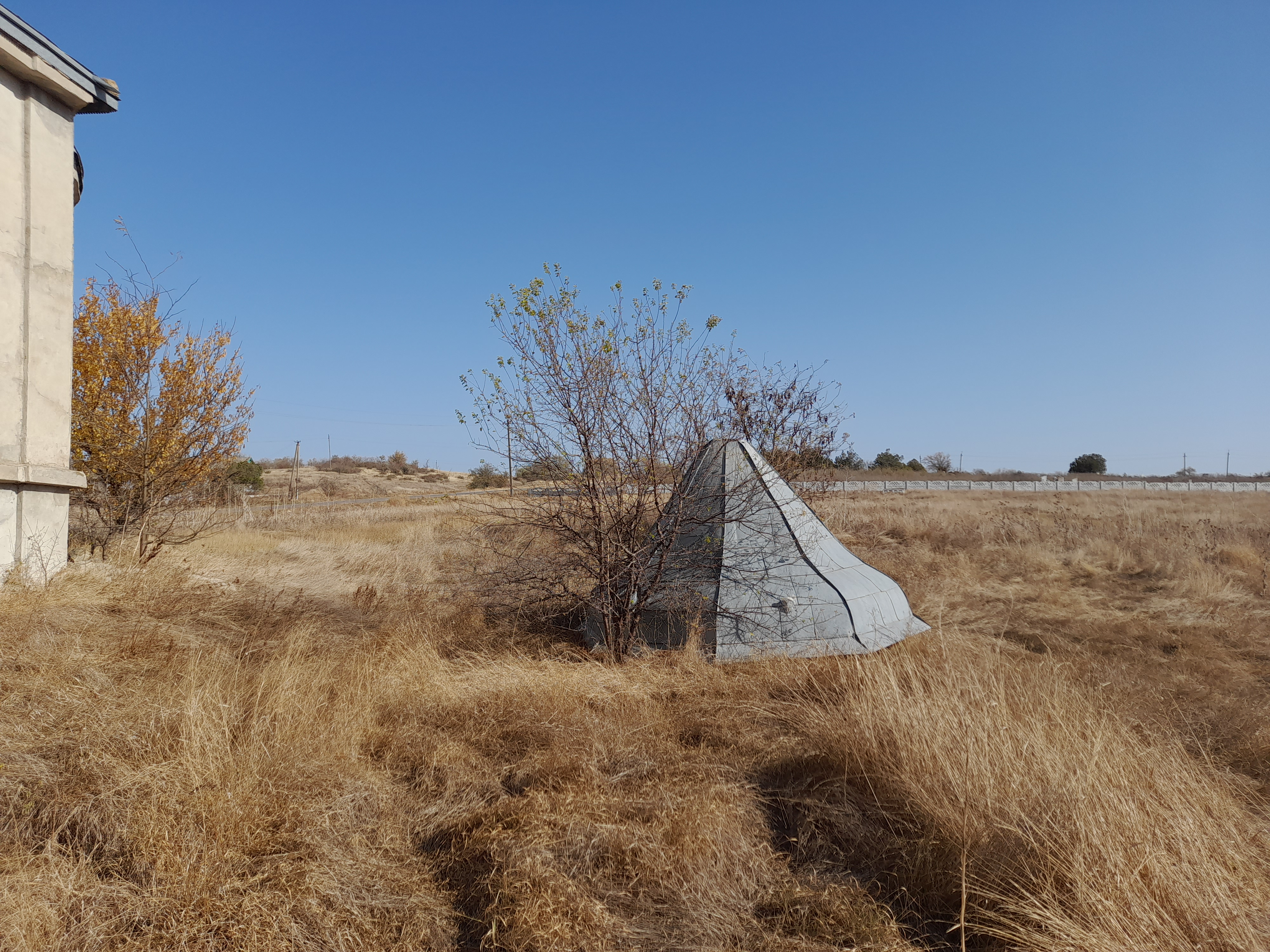
Малий купол
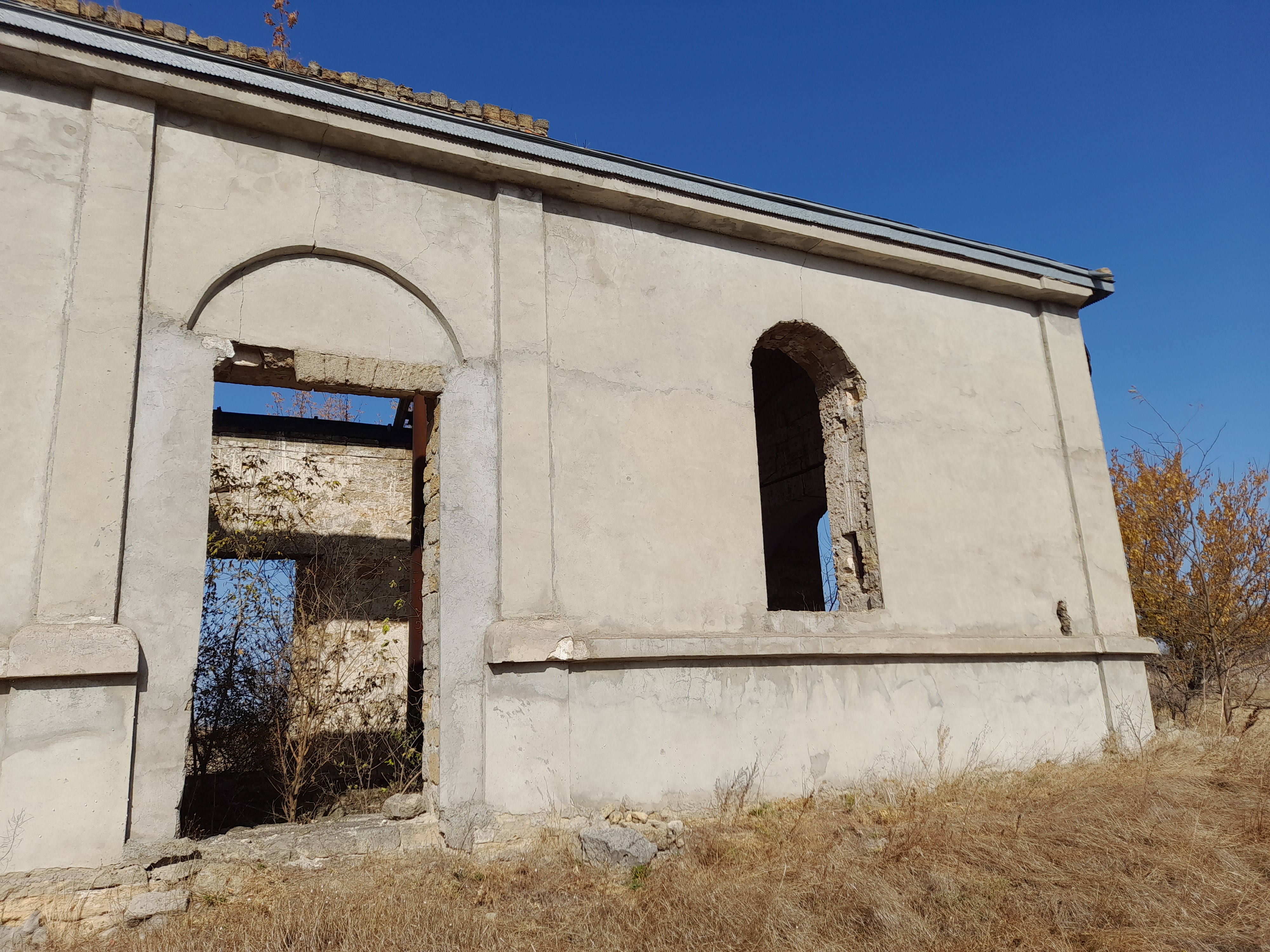
Бічний вхід
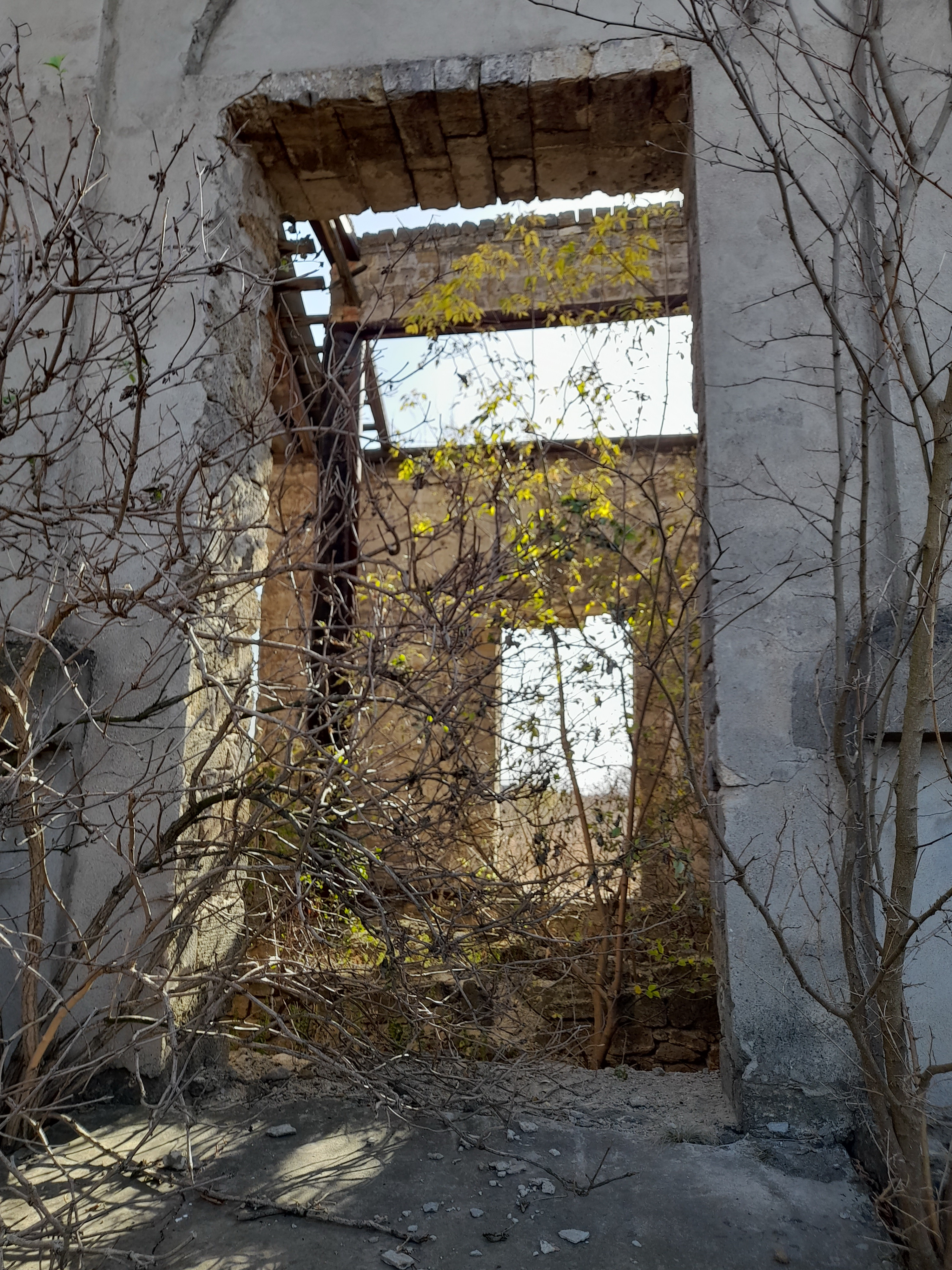
Бічний вхід
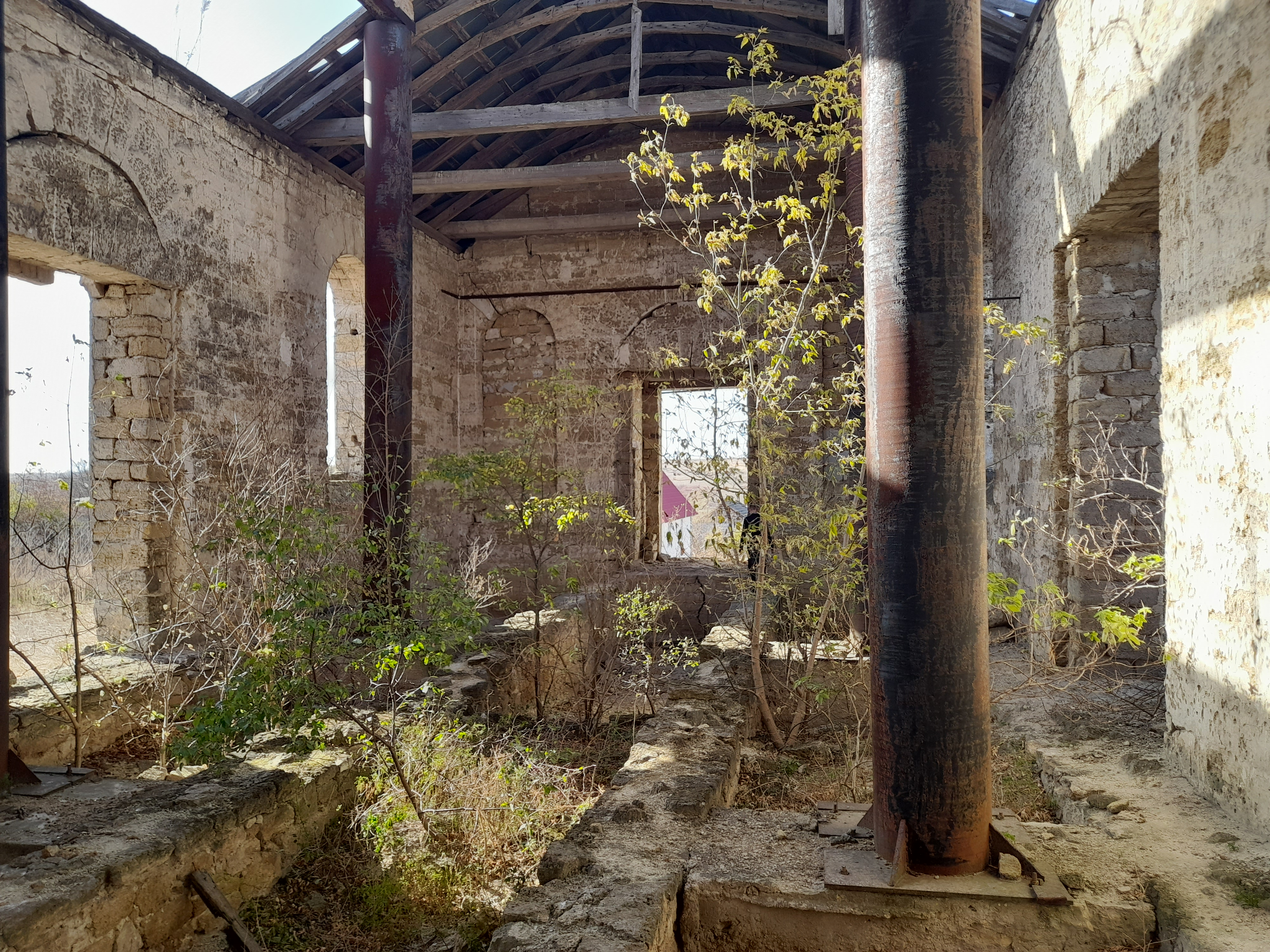
Інтер'єр храму
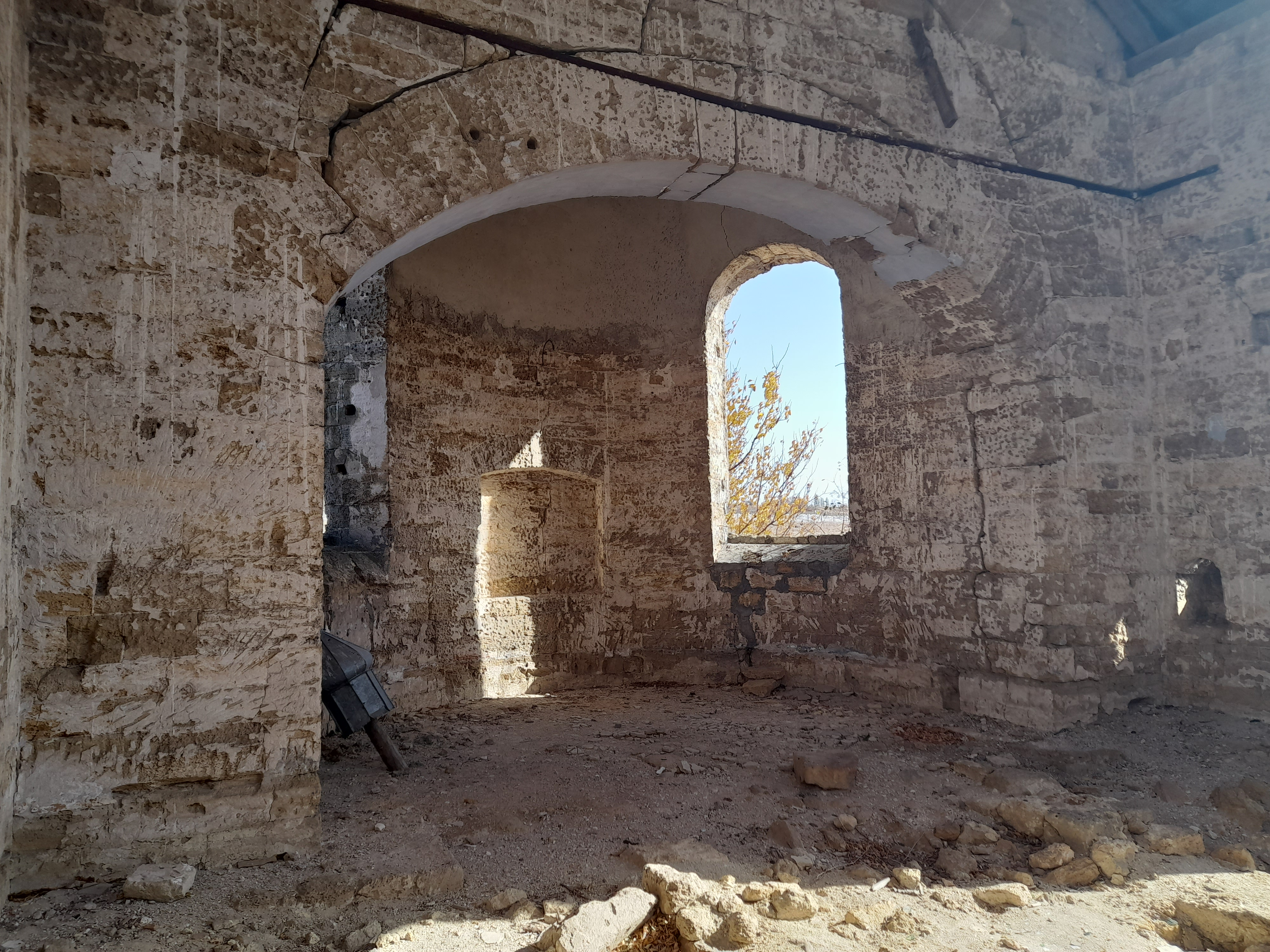
Вівтарна частина
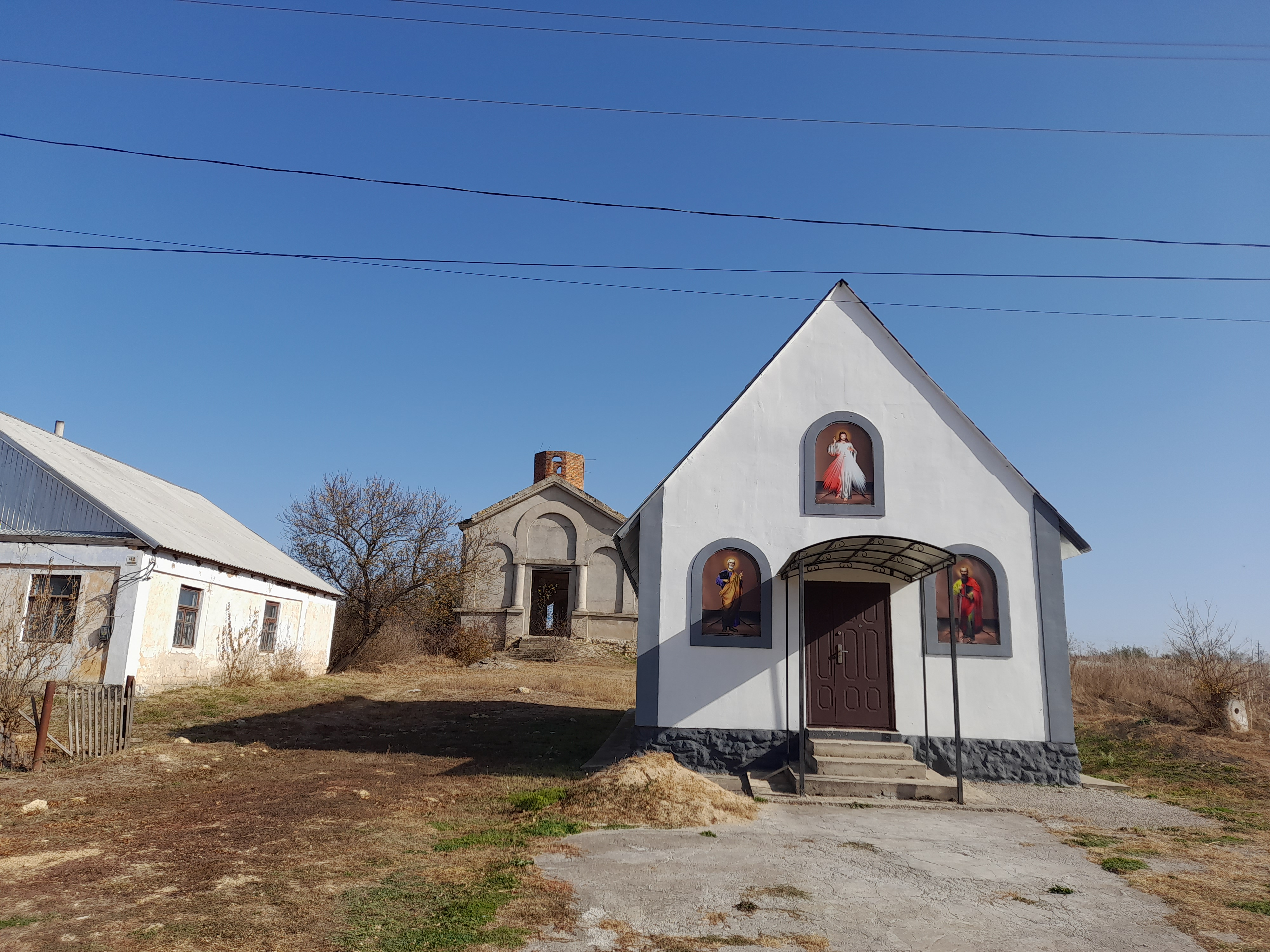
Вигляд на сучасний греко-католицький храм святих апостолів Петра і Павла і стару церкву